# Konklave 1758
Das Konklave von 1758 trat nach dem Tod von Papst Benedikt XIV. († 3. Mai 1758) zusammen und tagte vom 15. Mai 1758 bis zum 6. Juli 1758. Es  dauerte 52 Tage und wählte Clemens XIII. zum Papst.

## Kardinalskollegium

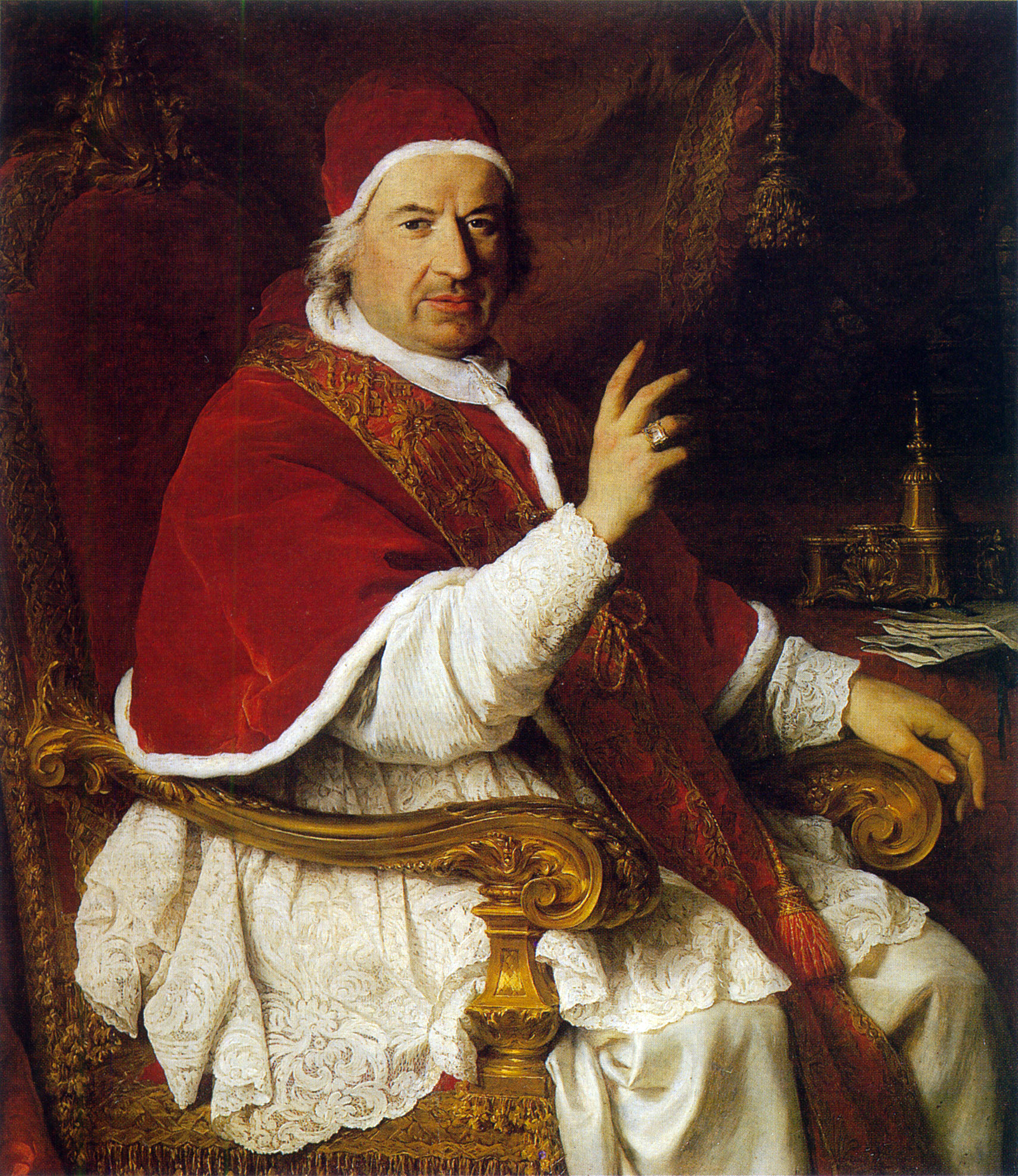
Papst Benedikt XIV.

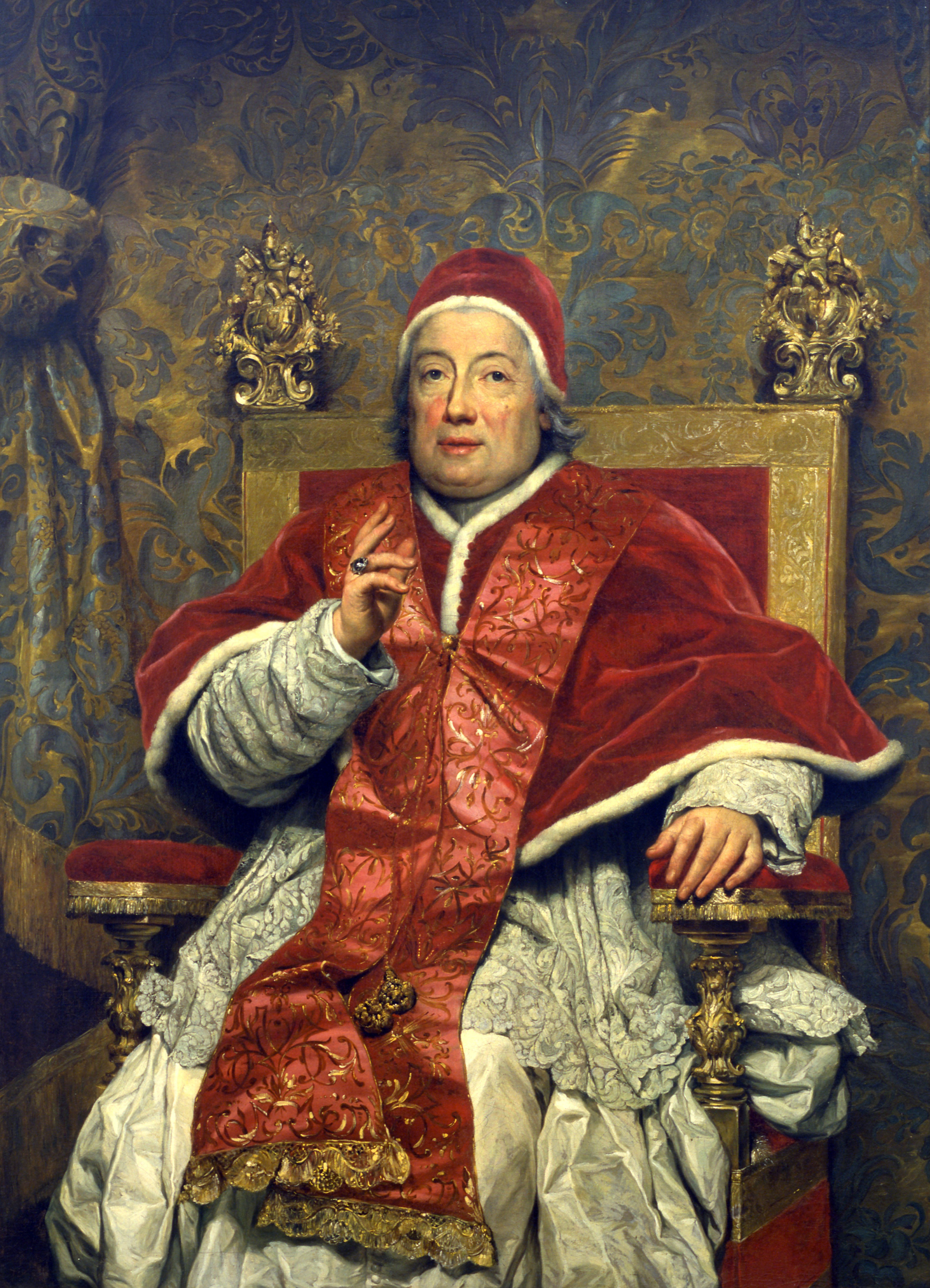
Papst Clemens XIII.

Als Papst Benedikt XIV. starb, zählte das Kardinalskollegium 55 Kardinäle.

### Teilnehmer
Die 45 am Konklave teilnehmenden Kardinäle waren:
- Raniero d’Elci, Kardinalbischof von Ostia und Velletri, Dekan des Kardinalskollegiums
- Giovanni Antonio Guadagni, OCD, Bischof von Porto-Santa Rufina, Subdekan des Kardinalskollegiums
- Francesco Scipione Maria Borghese, Bischof von Albano
- Giuseppe Spinelli, Bischof von Palestrina
- Carlo Maria Sacripante, Bischof von Frascati
- Joaquín Fernández Portocarrero, Bischof von Sabina
- Carlo Rezzonico der Ältere, Bischof von Padua, als Clemens XIII. zum Papst gewählt
- Domenico Passionei, Päpstlicher Bibliothekar und Sekretär
- Camillo Paolucci
- Carlo Alberto Guidobono Cavalchini, Präfekt der Kongregation für die Bischöfe und Regulare
- Giacomo Oddi, Bischof von Viterbo-Toscanella
- Federico Marcello Lante
- Marcello Crescenzi, Erzbischof von Ferrara
- Giorgio Doria
- Giuseppe Pozzobonelli, Erzbischof von Mailand
- Girolamo de Bardi
- Fortunato Tamburini, OSBCas, Präfekt der Ritenkongregation
- Daniele Delfino, Patriarch-Erzbischof von Udine
- Carlo Vittorio Amedeo delle Lanze
- Henry Benedict Mary Clement Stuart of York, Erzpriester der Vatikanbasilika
- Giuseppe Maria Feroni
- Fabrizio Serbelloni, Päpstlicher Legat in Bologna
- Giovanni Francesco Stoppani
- Luca Melchiore Tempi
- Carlo Francesco Durini, Bischof von Pavia
- Cosimo Imperiali
- Vincenzo Malvezzi Bonfioli, Erzbischof von Bologna
- Clemente Argenvilliers, Präfekt der Kongregation für das Konzil von Trient
- Antonio Andrea Galli
- Antonino Sersale, Erzbischof von Neapel
- Alberico Archinto
- Giovanni Battista Rovero, Erzbischof von Turin
- Paul d’Albert de Luynes, Erzbischof von Sens
- Étienne-René Potier de Gesvres, Bischof von Beauvais
- Franz Konrad Kasimir Ignaz von Rodt, Bischof von Konstanz
- Alessandro Albani
- Neri Maria Corsini, Erzpriester der Lateranbasilika und Sekretär der Römischen Inquisition
- Agapito Mosca
- Girolamo Colonna di Sciarra, Camerlengo der Römischen Kirche
- Prospero Colonna di Sciarra
- Domenico Orsini d’Aragona
- Giovanni Francesco Albani
- Flavio Chigi der Jüngere
- Giovanni Francesco Banchieri, Päpstlicher Legat in Ferrara
- Luigi Maria Torrigiani

### Nicht am Konklave teilnehmende Kardinäle
Nicht am Konklave teilnehmen konnten die folgenden Kardinäle:
- Thomas Philippe Wallrad d’Hénin-Liétard d’Alsace-Boussu de Chimay, Erzbischof von Mecheln
- Joseph Dominikus von Lamberg, Bischof von Passau
- Johann Theodor von Bayern, Bischof von Lüttich, Administrator von Freising und Regensburg
- Álvaro Eugenio Mendoza Caamaño y Sotomayor, Patriarch von Westindien
- Giovanni Battista Mesmer
- José Manuel da Câmara, Patriarch von Lissabon
- Luis Antonio Fernández de Córdoba, Erzbischof von Toledo
- Nicolas de Saulx-Tavannes, Erzbischof von Rouen
- Francisco de Solís Folch de Cardona, Erzbischof von Sevilla
- Francisco de Saldanha da Gama

## Verlauf
Als das Konklave am 15. Mai 1758 zusammentrat, zählte es 45 Teilnehmer, deren Zahl zum Ende auf 44 sank, nachdem Kardinal Bardi das Konklave verlassen hatte. Lediglich zehn Kardinäle blieben der Wahl fern, von denen Giovanni Battista Mesmer aus Gesundheitsgründen nicht teilnahm, obwohl er zu jener Zeit in Rom weilte. Der Patriarch von Lissabon, José Manoel da Câmara, verstarb kurz nach dem Konklave. Der Tagungsort des Konklaves war der Vatikan.
Gegen die Wahl von Carlo Alberto Guidobono Cavalchini legte der französische König Ludwig XV. sein Veto ein.
Bei der Wahl von Clemens XIII. soll es zu erheblichen Stimmenthaltungen gekommen sein.